# On the Wings of a Nightingale
On the Wings of a Nightingale is een hitsingle van The Everly Brothers uit 1984, geschreven door Paul McCartney. Hij schreef in 1976 een ode aan The Everly Brothers met de song Let 'em in. Een jaar na hun comeback kwam er een nieuw studio-album uit, EB 84, geproduceerd door Dave Edmunds. De single was de laatste hit voor het duo The Everly Brothers.

## Hitnoteringen
De single werd een radiohit in thuisland de Verenigde Staten, maar was met een 50e positie in de Billboard Hot 100 niet erg succesvol. In Canada werd de 10e positie bereikt, in Nieuw-Zeeland de 48e en in Zuid-Afrika de 6e positie.
In Nederland was de plaat op zondag 22 augustus 1984 de 34e Speciale Aanbieding bij de KRO op Hilversum 3, waarna het een grote hit werd. De plaat bereikte de 3e positie in de Nationale Hitparade en de 4e positie in zowel de Nederlandse Top 40 als de TROS Top 50. In de Europese hitlijst op Hilversum 3, de TROS Europarade, werd de 38e positie bereikt.
In België bereikte de plaat de 12e positie in de Vlaamse Ultratop 50 en de 16e positie in de Vlaamse Radio 2 Top 30.

### NPO Radio 2 Top 2000
| Nummer met noteringen in de NPO Radio 2 Top 2000 | '99 | '00 | '01 | '02  | '03  | '04 | '05 | '06 | '07 | '08 | '09  | '10  | '11  | '12-'13 | '14  |
| ------------------------------------------------ | --- | --- | --- | ---- | ---- | --- | --- | --- | --- | --- | ---- | ---- | ---- | ------- | ---- |
| On the Wings of a Nightingale                    | 571 | 557 | 187 | 1058 | 1030 | 738 | 693 | 754 | 782 | 721 | 1206 | 1211 | 1334 | -       | 1897 |

1. ↑  Een '-' betekent dat het nummer niet was genoteerd en een vetgedrukt getal geeft de hoogste notering aan.
2. ↑  Deze tabel is bijgewerkt tot en met de laatste editie (2024).

### Evergreen Top 1000
| Evergreen Top 1000 "On The Wings Of A Nightingale" | Evergreen Top 1000 "On The Wings Of A Nightingale" | Evergreen Top 1000 "On The Wings Of A Nightingale" | Evergreen Top 1000 "On The Wings Of A Nightingale" | Evergreen Top 1000 "On The Wings Of A Nightingale" | Evergreen Top 1000 "On The Wings Of A Nightingale" | Evergreen Top 1000 "On The Wings Of A Nightingale" | Evergreen Top 1000 "On The Wings Of A Nightingale" | Evergreen Top 1000 "On The Wings Of A Nightingale" | Evergreen Top 1000 "On The Wings Of A Nightingale" | Evergreen Top 1000 "On The Wings Of A Nightingale" | Evergreen Top 1000 "On The Wings Of A Nightingale" | Evergreen Top 1000 "On The Wings Of A Nightingale" | Evergreen Top 1000 "On The Wings Of A Nightingale" | Evergreen Top 1000 "On The Wings Of A Nightingale" | Evergreen Top 1000 "On The Wings Of A Nightingale" | Evergreen Top 1000 "On The Wings Of A Nightingale" |
| Jaar                                               | 2008                                               | 2009                                               | 2010                                               | 2011                                               | 2012                                               | 2013                                               | 2014                                               | 2015                                               | 2016                                               | 2017                                               | 2018                                               | 2019                                               | 2020                                               | 2021                                               | 2022                                               | 2023                                               |
| -------------------------------------------------- | -------------------------------------------------- | -------------------------------------------------- | -------------------------------------------------- | -------------------------------------------------- | -------------------------------------------------- | -------------------------------------------------- | -------------------------------------------------- | -------------------------------------------------- | -------------------------------------------------- | -------------------------------------------------- | -------------------------------------------------- | -------------------------------------------------- | -------------------------------------------------- | -------------------------------------------------- | -------------------------------------------------- | -------------------------------------------------- |
| Positie                                            | 37                                                 | 602                                                | 590                                                | 590                                                | 529                                                | -                                                  | -                                                  | 114                                                | 134                                                | 256                                                | 133                                                | 252                                                | 185                                                | 174                                                | 228                                                | 287                                                |